# Oreoglanis frenatus
Oreoglanis frenatus är en fiskart som beskrevs av Ng och Walter J. Rainboth 2001. Oreoglanis frenatus ingår i släktet Oreoglanis och familjen Sisoridae. Inga underarter finns listade i Catalogue of Life.